# Silvio Longobucco
Silvio Longobucco (* 5. Juni 1951 in Scalea; †  2. April 2022 ebenda) war ein italienischer Fußballspieler.

## Karriere
Longobucco begann in seinem Geburtsort  für den dort ansässigen USD Scalea 1912 mit dem Fußballspielen. Dem Jugendalter entwachsen, wurde er zur Saison 1969/70 vom Zweitligisten Ternana Calcio verpflichtet, für den er in zwei Saisons 34 Punktspiele bestritt und am 30. August 1970, bei der 0:1-Heimniederlage gegen den AC Turin, sein einziges Pokalspiel – zugleich sein Pokalspieldebüt – hatte.
Zur Saison 1971/72 wurde er von Juventus Turin verpflichtet. In der Serie A, der höchsten Spielklasse im italienischen Fußball, kam er für den Verein bis zum Saisonende 1974/75 in 47 Punktspielen zum Einsatz. Sein Debüt gab er am 21. Mai 1972 (29. Spieltag) beim 1:1-Unentschieden im Auswärtsspiel gegen den AC Florenz; sein letztes Punktspiel bestritt er am 16. März 1975 (22. Spieltag) bei der 0:1-Niederlage im Auswärtsspiel gegen den AS Rom. Während seiner Vereinszugehörigkeit gewann er dreimal die Italienische Meisterschaft, der Gewinn des Coppa Italia blieb ihm in 19 Pokalspielen verwehrt; das einzige (nationale) Finale, das er mit seiner Mannschaft erreicht hatte, wurde am 1. Juni 1973 im Olympiastadion Rom mit 2:5 im Elfmeterschießen gegen den AC Mailand verloren; sowie auch zwei weitere (internationale) desselben Jahres.
Bedingt durch die 1972 errungene Meisterschaft, war Juventus Turin für die Teilnahme am Wettbewerb um den Europapokal der Landesmeister berechtigt. Er kam in vier Spielen zum Einsatz und debütierte auf internationaler Vereinsebene am 7. März 1973 im Erstrundenviertelfinale beim torlosen Remis daheim gegen Újpesti Dózsa SC Budapest. Das erreichte Finale am 30. Mai 1973 gegen Ajax Amsterdam wurde im Stadion Rajko Mitić, der Spielstätte des FK Roter Stern Belgrad, vor 91.654 Zuschauern durch das in der fünften Minute von Johnny Rep erzielte 1:0 bereits zugunsten des niederländischen Meisters entschieden.
Da Ajax Amsterdam seinerzeit auf die in Hin- und Rückspiel anstehenden Finalbegegnungen mit dem argentinischen Copa Libertadores-Sieger CA Independiente um den Weltpokal verzichtete, nahm Juventus Turin als unterlegener Finalist daran teil; allerdings wurde das nur in einem Spiel in Rom ausgetragene Finale am 28. November 1973 mit 0:1 verloren. Des Weiteren wurde er 1971/72 in zwei und 1974/75 in allen Hin- und Rückspielen (von der 2. Runde bis zum Halbfinale) des Wettbewerbs um den UEFA-Pokals eingesetzt.
Mit dem anschließend siebenjährigen Aufenthalt auf Sardinien spielte er von 1975 bis 1982 für den Hauptstadtverein Cagliari Calcio, in der Zeit von 1976 bis 1979 allerdings 91 Mal in der Serie B, in der er seine einzigen beiden Tore für den Verein erzielen konnte. Im Pokalwettbewerb unterstützte er seinen Verein in 18 Begegnungen.
Seine Spielerkarriere ließ er in der Saison 1982/83 beim Drittligisten Cosenza Calcio 1914 ausklingen – mit dem Gewinn des Englisch-italienischen Pokals, der mit dem 2:0-Sieg über Calcio Padova errungen wurde.

## Erfolge
- Weltpokal-Finalist 1973
- Finalist Europapokal der Landesmeister 1973
- Italienischer Meister 1972, 1973, 1975
- Italienischer Pokal-Finalist 1973
- Englisch-italienischer Pokal-Sieger 1983